# Höstmusseron
Höstmusseron (Lepista personata) är en svampart i familjen Tricholomataceae. Den har som de flesta andra musseroner en köttig fruktkropp och kan användas som matsvamp. Innan den anrättas ska svampen avkokas, då höstmusseronen annars likt den till samma släkte hörande blåmusseronen kan orsaka illamående.
Den växer på kalkrik mark, både gräsmarker som beteshagar och i lövskogar. Ofta växer den i grupper och den kan bilda så kallade häxringar (också kallade älvringar) eller växa mer i oräta rader, ett växtsätt som benämns som att svampen växer i kroklinjer. 
Fruktkroppen uppträder som svampens namn antyder under hösten, från september till november, i södra och mellersta Sverige. 
Hatten blir omkring 8–15 centimeter bred och är grågul till gråbrunaktig i färgen. Till formen är hatten väld till utbredd, yngre exemplar har en mer välv hatt än äldre exemplar, hos vilka hatten ofta är mer utbredd. Hattens yta är glatt och kanten är mjukt inrullad. Skivorna är tätt sittande, urnupna och precis som hatten grågula i färgen. 
Foten är robust och har en höjd på 4–6 centimeter och en tjocklek på upp till 4 centimeter. Dess fäg är mer eller mindre lilaaktig och kontrasterar därmed ganska mycket mot hattens mer diskreta färg. På äldre svampar kan dock fotens färg mattas.